# Villa Portheimka
La villa Portheimka ou palais Dienzenhofer ou Bukvojka est une villa baroque située dans le quartier de Smichov à Prague. Elle est protégée en tant que monument culturel de la République tchèque. Actuellement, Portheimka est utilisée comme galerie. Le jardin de Portheimka appartient à la villa. 

## Histoire

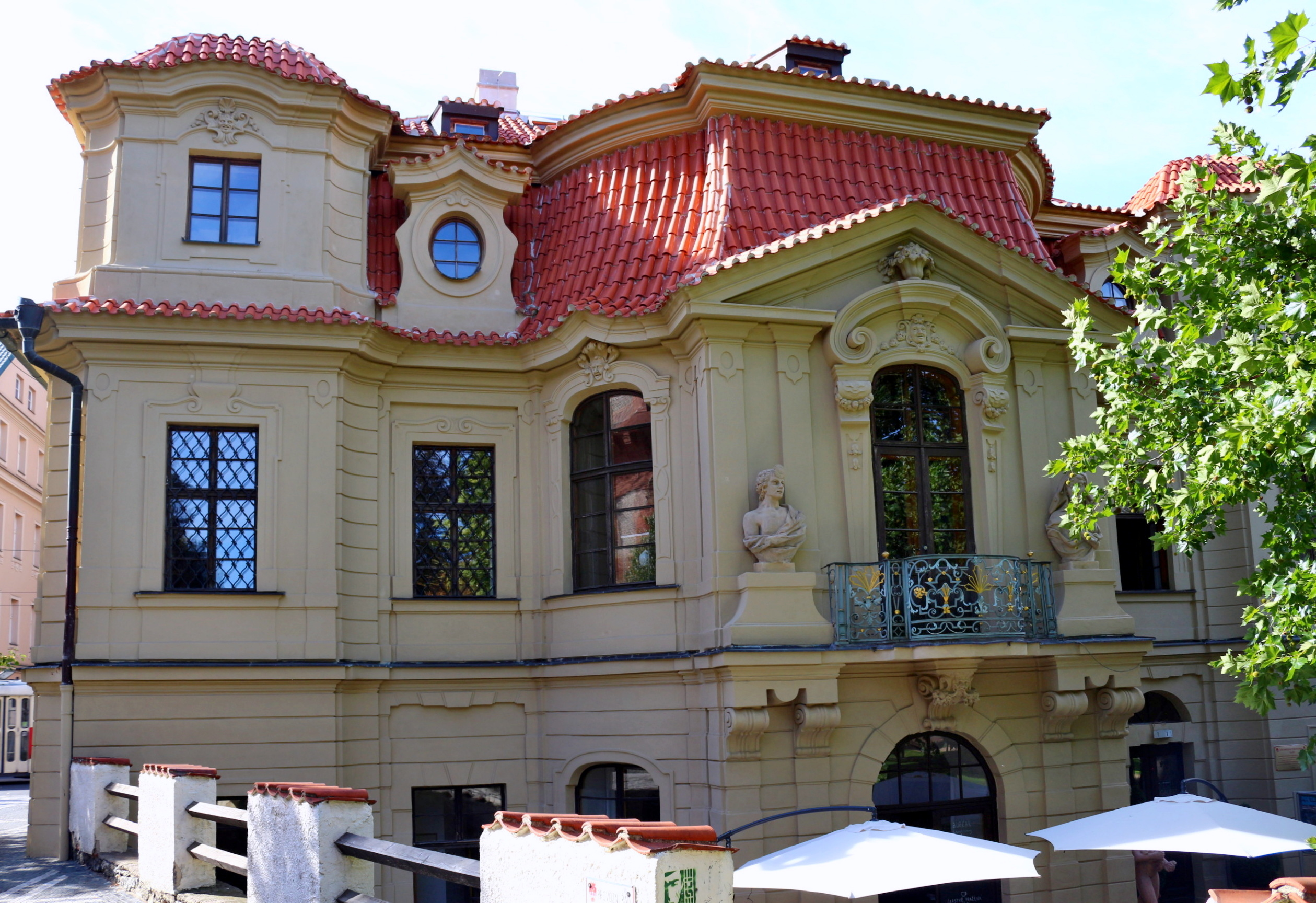
La villa Portheimka vue de l'est

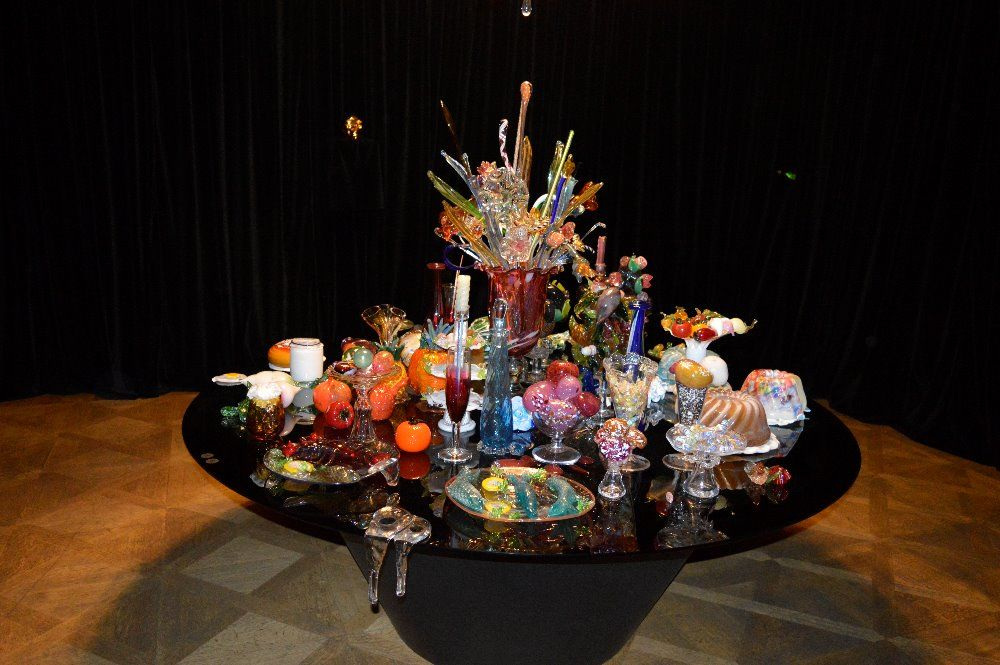
Exposition de verre à la villa Portheimka

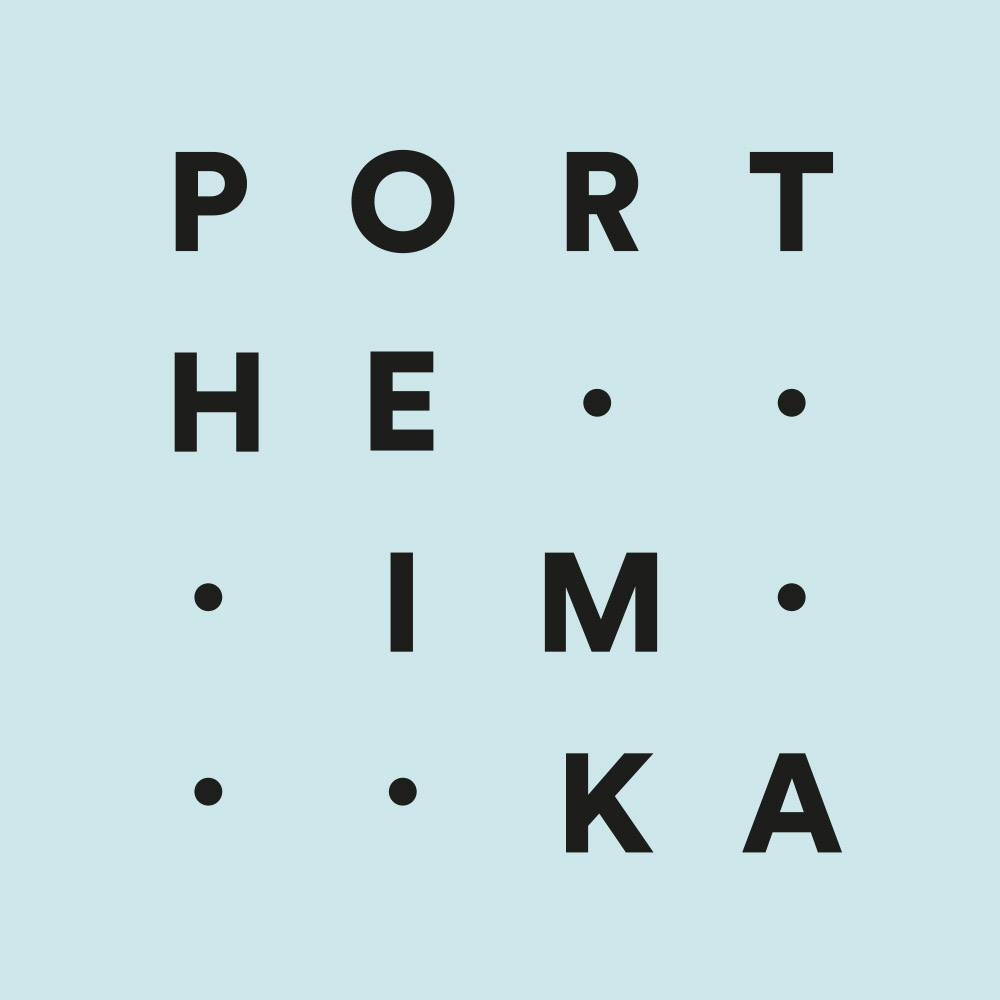
Musée du verre - logo

La folie a été construite par Kilian Ignác Dienzenhofer en 1728 pour lui-même et sa famille. Les sculptures originales de la façade ont été transférées à la Galerie nationale de Prague dans les années 1970 et des copies ont été placées sur la façade. La décoration de peinture a été créée par Václav Vavřinec Reiner en 1729. Une partie de la maison d'été était un jardin baroque.      
La villa a été nationalisée en 1945. En 1963, l'Union des artistes tchèques s'y est installée et sa galerie d'art contemporain a été baptisée "Galerie D" en l'honneur du constructeur de Portheimka. Dans les années 1990, le bâtiment délabré a été repris par Prague 5 et reconstruit sous la direction de Tomáš Zetek. L'histoire  de la galerie d'art contemporain, en particulier les illustrations de livres, s'est poursuivie.  

## Présent
Actuellement, la villa Portheimka appartient au district 5 de Prague. En 2016, la toiture a été remplacée, la charpente de toit historique a été réparée et la façade rénovée. La galerie et les locaux du 1er étage sont loués en 2017-2020 par la fondation Museum Kampa - Jan et Meda Mládek, qui y expose une exposition de verre dans le cadre d'un contrat de concession avec Prague 5 et en coopération avec le musée des Arts décoratifs de Prague. 
Une entrée latérale séparée est la partie accessible de l'ancienne "Galerie D", utilisée par le quartier pour les expositions temporaires d'artistes associés de Prague 5. Au rez-de-chaussée du bâtiment se trouve un café "Českavárna Portheimka". 

## Littérature
- ASSMANN, Jan Nepomuk: Palais d'été Dientzenhofer à Smichov, Portheimka (1er, 2e et 3e). Dans: Res Musei Pragensis. Mensuel du musée de la ville de Prague. Année 9, n ° 9,10,11, 1999, p. 1-9.
- KREJČÍ, Marek: Smíchovská Portheimka. Dans: Res Musei Pragensis. Mensuel du musée de la ville de Prague. Roč. 5, n ° 4, 1995, p. 13-16.
- LAŠŤOVKOVÁ, Barbora: Prague Homesteads. 1. vyd. Prague: Libri, 2001. 359 p.  (ISBN 80-7277-057-8) . Pp. 234-236.